# Short track vid olympiska vinterspelen
Short track har varit med i olympiska vinterspelen sedan 1992 som medaljsport, sporten var med 1988 men då bara som demonstrationssport.
I short track tävlar 4-6 åkare samtidigt mot varandra på en oval bana som är 111,12 m lång. (Själva rinken, eller isytan är 60 x 30 m vilket är samma storlek som en internationell ishockeyrink)
Distanserna man kör individuellt är 500 meter, 1000 meter, 1500 meter och 3000 meter. Man kör också stafett med 4 åkare i varje lag. Distansen är då 5000 meter för herrar och 3000 meter för damer. Short track är en snabb sport där de snabbaste når en hastighet på 45 km/h och därför krävs det att man skyddar sig. Hjälm, benskydd, knäskydd, halsskydd och handskar och är obligatorisk utrustning på grund av den höga farten och de vassa skenorna. Skridskorna som används i short track är speciella med ställbara och böjda skenor som gör att man kan ta kurvorna i hög fart. För att åkarna inte skall skada sig mot den hårda sargen vid fall är hockeyrinken klädd med tjocka dynor. Sporten är idag störst i USA, Kina, Sydkorea och Kanada.

## Grenar
• = Medaljgren , (d) = demonstrationsgren
| Gren                  | 1988 | 1992 | 1994 | 1998 | 2002 | 2006 | 2010 | 2014 | 2018 |
| --------------------- | ---- | ---- | ---- | ---- | ---- | ---- | ---- | ---- | ---- |
| Damernas 500 meter    | (d)  | •    | •    | •    | •    | •    | •    | •    | •    |
| Damernas 1000 meter   | (d)  |      | •    | •    | •    | •    | •    | •    | •    |
| Damernas 1 500 meter  | (d)  |      |      |      | •    | •    | •    | •    | •    |
| Damernas 3000 meter   | (d)  |      |      |      |      |      |      |      |      |
| Damernas stafett      | (d)  | •    | •    | •    | •    | •    | •    | •    | •    |
| Herrarnas 500 meter   | (d)  |      | •    | •    | •    | •    | •    | •    | •    |
| Herrarnas 1 000 meter | (d)  | •    | •    | •    | •    | •    | •    | •    | •    |
| Herrarnas 1 500 meter | (d)  |      |      |      | •    | •    | •    | •    | •    |
| Herrarnas 3 000 meter | (d)  |      |      |      |      |      |      |      |      |
| Herrarnas stafett     | (d)  | •    | •    | •    | •    | •    | •    | •    | •    |
|                       |      |      |      |      |      |      |      |      |      |
| Totalt                | 10   | 4    | 6    | 6    | 8    | 8    | 8    | 8    | 8    |

## Medaljfördelning
| Pl. | Nation                            | Guld | Silver | Brons | Totalt |
| --- | --------------------------------- | ---- | ------ | ----- | ------ |
| 1   | Sydkorea                          | 24   | 13     | 11    | 48     |
| 2   | Kina                              | 10   | 15     | 8     | 33     |
| 3   | Kanada                            | 9    | 12     | 12    | 33     |
| 4   | USA                               | 4    | 7      | 9     | 20     |
| 5   | Ryssland                          | 3    | 1      | 1     | 5      |
| 6   | Italien                           | 2    | 4      | 5     | 11     |
| 7   | Nederländerna                     | 1    | 2      | 2     | 5      |
| 8   | Japan                             | 1    | 0      | 2     | 3      |
| 9   | Australien                        | 1    | 0      | 1     | 2      |
| 10  | Ungern                            | 1    | 0      | 0     | 1      |
| 11  | Bulgarien                         | 0    | 2      | 1     | 3      |
| 12  | Nordkorea                         | 0    | 0      | 1     | 1      |
| 12  | Olympiska idrottare från Ryssland | 0    | 0      | 1     | 1      |
| 12  | OSS                               | 0    | 0      | 1     | 1      |
| 12  | Storbritannien                    | 0    | 0      | 1     | 1      |